# Jevgēņijs Kosmačovs
Jevgēņijs Kosmačovs (ur. 18 lutego 1988 w Tukums, Łotewska SRR) – łotewski piłkarz grający na pozycji pomocnika, reprezentant Łotwy.

## Kariera piłkarska

### Kariera klubowa
W 2005 rozpoczął swoją karierę klubową w miejscowym klubie FK Tukums 2000, skąd w następnym roku przeszedł do FK Ventspils. W lutym 2012 zasilił skład ukraińskiego FK Sewastopol. Latem 2012 został sprzedany do białoruskiego Szachciora Soligorsk.

### Kariera reprezentacyjna
Od 2007 występował w młodzieżowej oraz narodowej reprezentacji Łotwy.

## Sukcesy i odznaczenia

### Sukcesy klubowe
- mistrz Łotwy: 2006, 2007, 2008
- zdobywca Pucharu Łotwy: 2007, 2011
- mistrz Baltic League: 2010

### Sukcesy indywidualne
- najlepszy młody piłkarz Łotewskiej Wyższej Ligi (poniżej 21 lat): 2009